# Aeroportul Clarence A. Bain
Aeroportul Clarence A. Bain (IATA: MAY, ICAO: MYAB) este un aeroport din Mangrove Cay⁠(d), Bahamas.
Situat la o altitudine de 6 m, aeroportul dispune de o singură pistă.